# Arthurdendyus triangulatus
Arthurdendyus triangulatusは、リクウズムシ科に属する扁形動物の一種である。原産地はニュージーランドの南島である。

## 形態
全長5-20センチメートル、幅5-10ミリメートルで上下に平たい。背面は暗褐色。縁は淡い色で斑点がある。

## 生態
休息時は円盤状にとぐろを巻いていることが多い。ほぼミミズのみを専食する。産卵は春が中心で、黒い卵鞘を産み、2-3カ月で6-8ミリメートルの幼体が5-8匹孵化する。

## 外来種
ヨーロッパにおいては侵略的外来種とされており、EU内では飼育や流通が禁止されている。1960年代頃からブリテン諸島に定着しており、環境条件からすると、ノルウェー西部、スウェーデン南部、デンマーク、ドイツ、ポーランド北部等でも生育できると考えられている。